# Hans Rickman
| 4050 Mebailey | 20 settembre 1976 |
| 5934 Mats     | 20 settembre 1976 |

Hans Rickman (Stoccolma, 14 luglio 1949) è un astronomo svedese.
Dopo aver ottenuto laurea e dottorato all'Università di Stoccolma, rispettivamente nel 1969 e nel 1977, ha continuato dal 1980 la propria carriera all'Università di Uppsala dove è divenuto professore di astronomia nel 1998.
Il Minor Planet Center gli accredita la scoperta di 2 asteroidi, effettuate entrambe nel 1976 in collaborazione Claes-Ingvar Lagerkvist.
Gli è stato dedicato l'asteroide 3692 Rickman.
È stato insignito nel 2012 della medaglia David Bates dall'Unione Geofisica Europea.